# Bei (fleuve)
Pour les articles homonymes, voir Bei.
Le Bei (chinois : 北江 ; pinyin : běi jiāng ; littéralement : fleuve du nord) est un fleuve qui coule dans la province chinoise du Guangdong dans le sud-est de ce pays. C'est un affluent du fleuve Xi. Celui-ci avec le Bei et le fleuve Dong sont les principaux cours d'eau alimentant la  rivière des Perles. 

## Description
Le Bei est long de 468 kilomètres. Le bassin versant une superficie de 46 710 km²  et est entièrement situé dans la province chinoise du Guangdong dont il occupe 20 % de la surface. Il est compris entre les latitudes nord 23°10' et 25°40' et entre les latitudes est 111°50' et 114°57'. Le fleuve Bei est issu de la confluence à Shaoguan des rivières Wu Jiang (武江) en provenance du nord-ouest et Zhen Shui venant du nord-est (considéré comme la source principale). Ces deux rivières forment le cours supérieur du fleuve. Sur son cours moyen le Bei coule en direction du sud à travers une région de moyennes montagnes constituées de roches calcaires. Le cours inférieur débute à Quingyuan. Le Bei rejoint le fleuve Xi (fleuve de l'ouest) au niveau de Sanshui à 50 kilomètres à l'ouest de Canton et vient former plus en aval avec le  fleuve Dong le delta de la rivière des Perles.  

## Hydrologie
Le climat de la région est de type subtropical humide. Il est caractérisé par des hivers courts et doux (maximum de 18°C en janvier) et des étés chauds et humides (maximum de 33°C en juillet). Les précipitations sont particulièrement abondantes. Sur le bassin versant du Bei il tombe en moyenne 1707 mm de pluies (mesuré sur la période 1952-1985) concentrées entre mars et aout. La région est soumise aux typhons et il se produit très fréquemment des crues. Le débit  moyen annuel de la rivière est de 1 324 m3/s à Shijao (80% du bassin versant). Sur une période de 30 ans (1952-1980), la crue la plus forte a atteint 13 700 m3/s à Shijao en 1964. Pratiquement chaque année le fleuve connait une crue dont le débit atteint ou dépasse 5 500 m3/s à Shijao.

## Affluents
Les principaux du fleuve Bei sont : 
- La rivière  Wu longue de 260 kilomètres a un bassin versant d'une superficie de 7097 km². Il irrigue principalement le xian de Lexian.
- La rivière Weng longue de 173 kilomètres a un bassin versant d'une superficie de 4847 km². Il irrigue principalement le xian de Wengyuan.
- La rivière Lian longue de 275 kilomètres a un bassin versant d'une superficie de 10060 km². Il irrigue principalement le xian de Yangshan.
- La rivière Sui longue de 226 kilomètres a un bassin versant d'une superficie de 7184 km². Il irrigue principalement le xian de Huaiji.

## Aménagements
Plusieurs barrages ont été construits sur le cours du fleuve pour produire de l'électricité et réguler les crues. Ce sont notamment le barrage de Tanling doté d'un réservoir d'une capacité de 166 millions m³ (construit en 1966), le barrage de Nanshui (1249 millions m³) construit en 1971 et celui de Changhu (149 millions m³) construit en 1973.